# Meister des Harley-Froissart
Als Meister des Harley-Froissart wird in der Kunstgeschichte der Buchmaler bezeichnet, der um 1460 oder 1470 eine der vielen Abschriften (Manuskripte) der Chronik des Jean Froissart ausgemalt hat.

## Harley-Froissart Manuskript

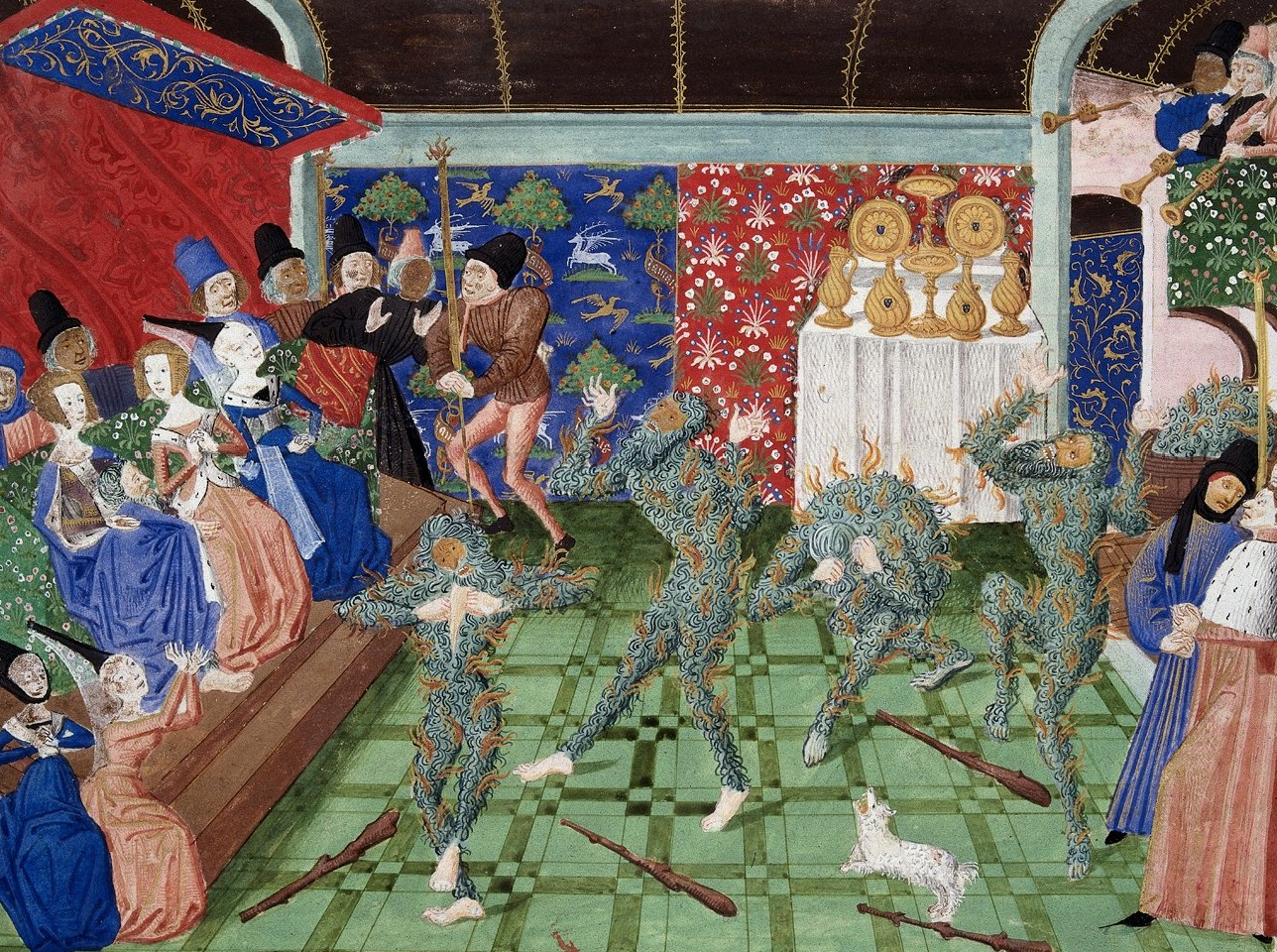
Le Bal des Ardents aus Jean Froissarts Chroniques

Die als Harley-Froissart bezeichnete Teilabschrift der Chronik des Jean Froissart enthält den vierten Band dieser im Mittelalter bekannten und beliebten Chronik bedeutender historischer Ereignisse in England, Frankreich, Spanien und den Niederlanden des 14. Jahrhunderts. Der Meister des Harley-Froissart hat sie mit Illuminationen und Initialen versehen. Die Bilder sollen das Rittertum verherrlichen und geben einen Einblick in die Hofkultur und Kampftechniken des Mittelalters. Der Band beginnt mit dem Einzug 1389 von Isabella von Frankreich in Paris und endet mit dem Tod von König Richard II. von England in 1400. 
Das Werk ist in zwei Teilen (MSS Harley 4379 und MSS Harley 4380) heute in der British Library London. Es stammt aus der 1704 von Robert Harley, Earl of Oxford and Mortimer (1661–1724) begonnenen Sammlung von 600 Manuskripten.

## Stil des Meisters des Harley-Froissart
Der Stil des namentlich nicht bekannten Meisters des Harley-Froissart weist auf eine Ausbildung bei Buchmalern in Paris hin. Er hat die meisten der 80 Bilder geschaffen, eventuell wurde er bei einigen wenigen der Illuminationen von einem anderen Künstler unterstützt. Dieser Helfer ist als Meister der Chroniques d'Angleterre benannt und steht einer flämischen Stilrichtung der Buchmalerei nahe.
In den großen Bildern zur Chronik nutzt der Meister des Harley-Froissart z. B. Wappenschilde, Fahnen und Banner der Ritter zu farbenfrohen und lebendigen Kompositionen, die meist mit reich verzierten Bordüren mit Rankwerk aus Blättern und Blumen in einem dem Meister eigenen Stil geschmückt sind. Dabei verwendet er auch viel Vergoldung. Insbesondere diese Ränder unterscheiden einen französisch-burgundischen Stil des Meister des Harley-Froissart von der Arbeitsweise seiner zeitgenössischen Buchmaler aus Flandern. Jedoch wird die Werkstatt des Meisters meist als in Flandern, wahrscheinlich in Brügge ansässig gesehen.
Jedes der Kapitel des Harley-Froissart beginnt weiter mit einer reich ornamentierten Initiale, die ebenfalls vom Meister des Harley-Froissart stammen.

## Auftragswerk für Philippe de Commynes
Der Meister des Harley-Froissart hat das Werk für Philippe de Commynes, Berater der Könige Ludwig XI. und Karl VIII. und Vorläufer der modernen Geschichtsschreibung, geschaffen. Wappen von Commynes sind in den Rändern des Manuskripts zu finden und werden zur Datierung des Werkes genutzt.

## Werke (Auswahl)
- Harley Froissart, British Library, London, BL MSS Harley 4379[8]
- Harley Froissart, British Library, London, BL MSS Harley 4380[9]

In einigen weiteren Werke sollen ebenfalls die Malweise des Meisters des Harley-Froissart zu finden sein, z. B.:
- La Bible Historiale, British Library, London,  Royal 15 D I[10]